# Regionale raad van Gilboa
De regionale raad van Gilboa (Hebreeuws: מועצה אזורית הגלבוע) is een regionale raad in Israël. 38 gemeenschappen maken deel uit van deze raad.

## Gemeenschappen
| Kibboetsen - Beit Alfa - Beit HaShita - Ein Harod (Ihud) - Ein Harod (Meuhad) - Geva - Heftziba - Tel Yosef - Yizre'el | Moshaven - Adirim - Avital - Barak - Dvora - Gadish - Kfar Yehezkel - Magen Shaul - Meitav - Mlea - Prazon - Ram-On - Ramat Tzvi | Dorpen - Gan Ner - Gidona - Merkaz Haver - Merkaz Oman - Merkaz Yael - Moledet - Nir Yafeh - Muqeible - Na'ura - Sandala - Tamra - Taibe - Nurit |

Abu Basma · Alona · al-Batuf · Be'er Tuvia · Beit She'an Vallei · Bnei Shimon · Brenner · Bustan al-Marj · Centraal Arava · Drom HaSharon · Esjkol · Gan Raveh · Gederot · Gezer · Gilboa · Golan · Gush Etzion · Har Hebron · Hefervallei · Hevel Eilot · Hevel Modi'in · Hevel Yavne · Hof Ashkelon · Hof HaCarmel · Hof HaSharon · Jizreëlvallei · Emek HaYarden · Bik'at HaYarden · Lakhish · Lev HaSharon · Lodvallei · Lager Galilea · Ma'ale Yosef · Mateh Asher · Mateh Binyamin · Mateh Yehuda · Megiddo · Megilot · Menashe · Merhavim · Merom HaGalil · Mevo'ot HaHermon · Misgav · Nahal Sorek · Ramat HaNegev · Sha'ar HaNegev · Sdot Negev · Shafir · Shomron · Tamar · Hoger Galilea · Yoav · Zevoeloen